# Enchufe.tv
Enchufe.tv ist eine ecuadorianische Webserie, produziert von der Produktionsfirma Touché Films aus Quito. Die Show besteht aus Sketchen, veröffentlicht auf dem YouTube-Kanal der Produktionsfirma und auf dem ecuadorianischen Fernsehkanal Ecuavisa.

## Geschichte und Entwicklung

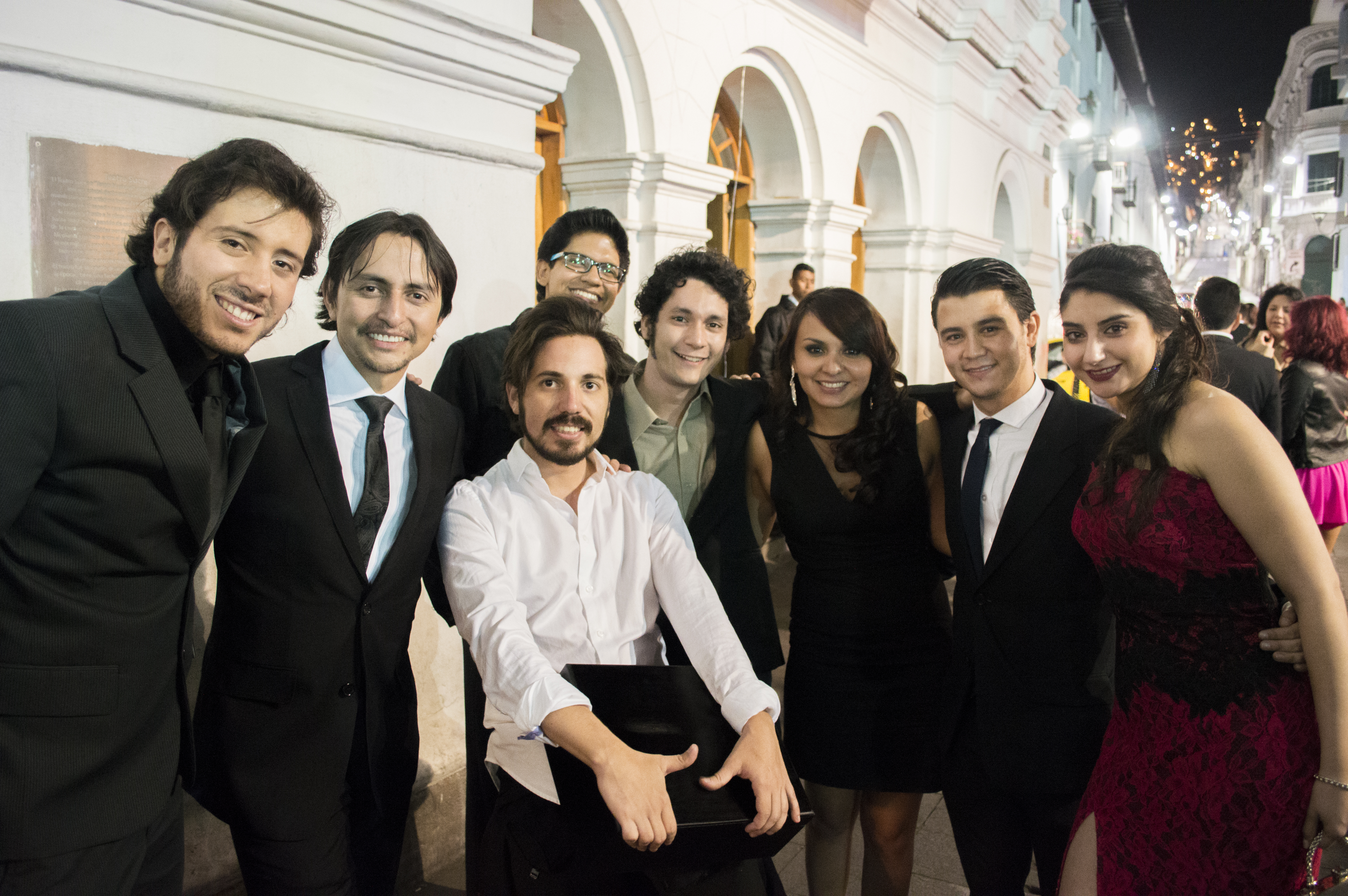
Teil der Besetzung von "Enchufe.tv" im Jahr 2015

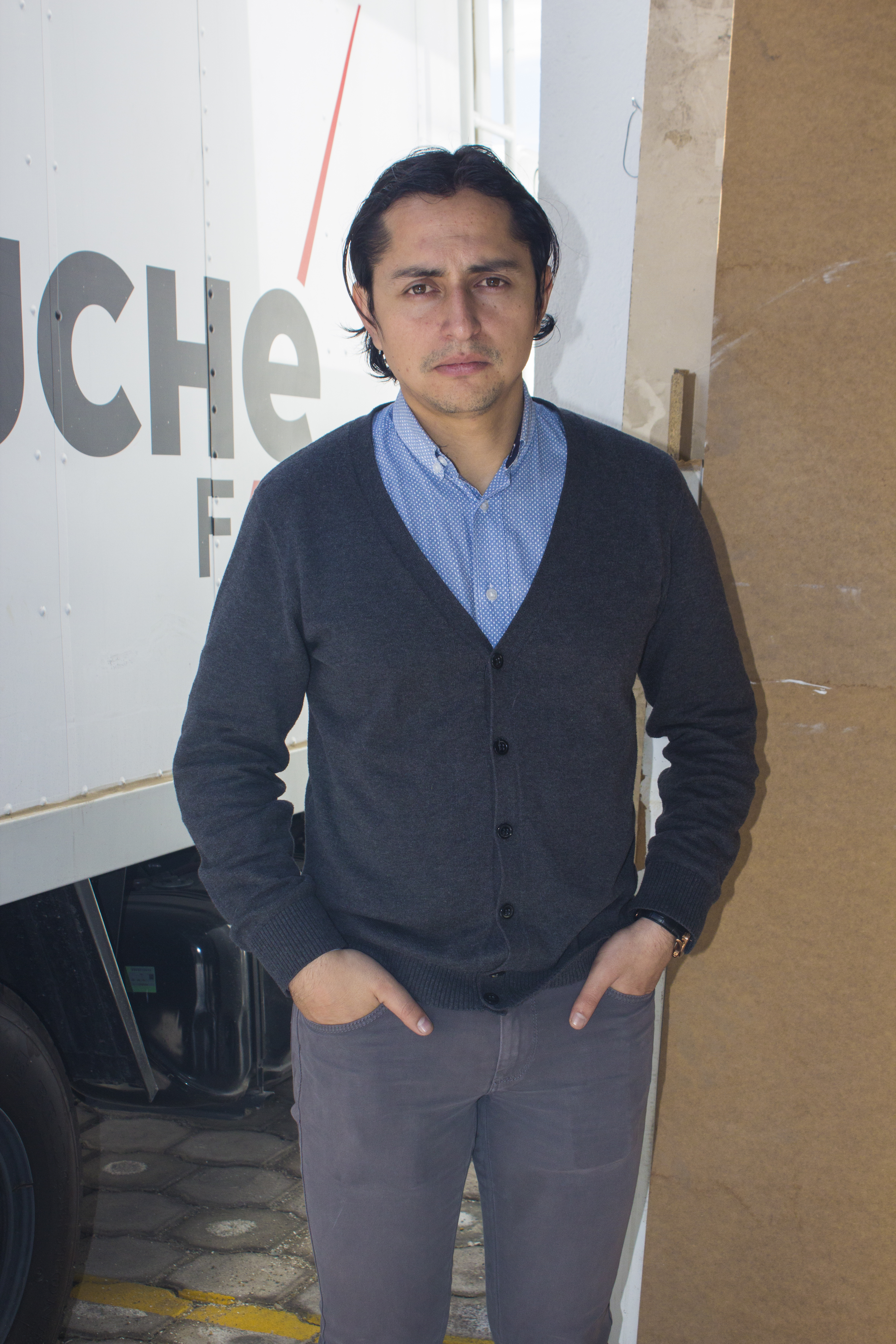
Orlando Herrera

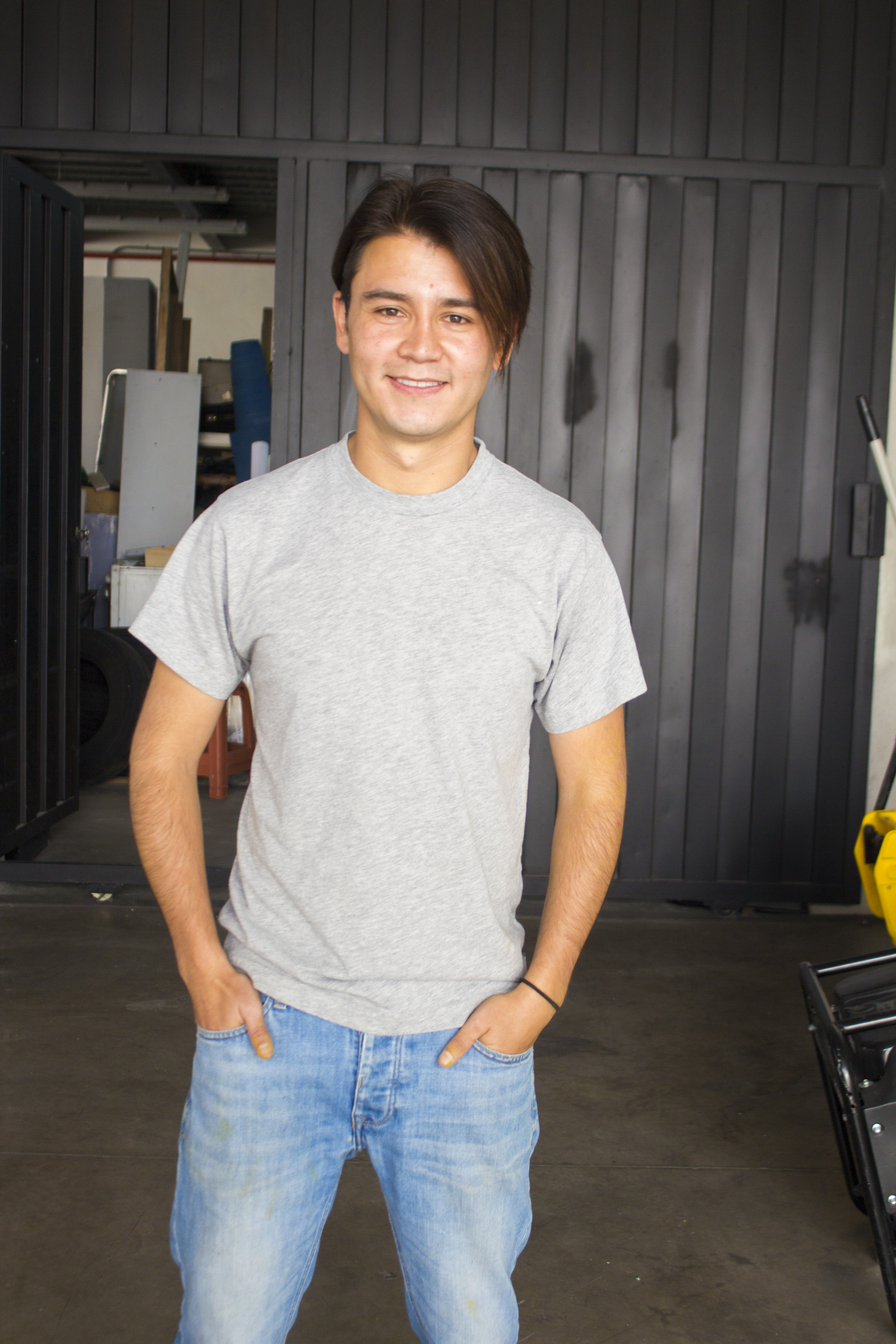
Raúl Santana

2011 zeigten sich die ecuadorianischen Filmemacher Leonardo Robalino, Christian Moya, Martín Domínguez und Jorge Ulloa unzufrieden mit dem Zustand audiovisueller Produktionen in ihrem Land. Sie entschieden sich daher, eine Produktion humorvoller Kurzfilme zu beginnen und über das Internet zu veröffentlichen. Im November des gleichen Jahres wurde der Betrieb des YouTube-Kanals begonnen.

## Programm
Die Sketche, die in der Regel eine Dauer von vier bis fünf Minuten haben, werden wöchentlich sonntags veröffentlicht. Die sogenannten MicroYAPA, also kurze Sketche mit einer Dauer von zehn bis 60 Sekunden, werden dienstags veröffentlicht. Donnerstags erscheint eine Vorschau auf bevorstehende Sketche. Die Sketche spiegeln den ecuadorianischen Alltag wider. Sie beschäftigen sich mit Themen wie der Ironie persönlicher Erlebnisse, beliebten Sprüchen, ecuadorianischen Traditionen sowie der Familie und Liebe. Dadurch hat Enchufe.TV schnell Anklang in Ecuador und dem lateinamerikanischen Raum gefunden.

## Reichweite
Im Dezember 2014 hatte der YouTube-Kanal von Enchufe.TV mehr als sieben Millionen Abonnenten. Statistiken zufolge kamen Mitte 2013 die meisten Zuschauer aus Mexiko, gefolgt von Kolumbien, Peru und Ecuador. Am 3. November 2013, erhielt Enchufe.TV ein Goldener Play, eine Auszeichnung für YouTubekanäle mit mehr als 1 Million Abonnenten. Am 7. September 2014, hat Enchufe.tv den Preis von "Show of the Year" im Streamy Awards gewonnen.

## Produktion

### Produzenten
- Geschäftsführer: Leonardo Robalino
- Creative Director: Jorge Ulloa
- Executive Producer: Martín Domínguez, Andres Centeno
- Kameramann: Christian Moya

Die Produzenten von Enchufe.TV sind allesamt auch Miteigentümer der Produktionsform Touché Films.

### Hauptschauspieler
- Orlando Herrera
- Carolina Pérez
- Raúl Santana
- Jorge Ulloa
- Leonardo Robalino
- Nataly Valencia
- Daniel Paez
- Carla Yepez
- Esteban Jaramillo
- Erika Russo
- Francisco Viñachi